# العلاقات التشادية المنغولية
العلاقات التشادية المنغولية هي العلاقات الثنائية التي تجمع بين تشاد ومنغوليا.

## مقارنة بين البلدين
هذه مقارنة عامة ومرجعية للدولتين:
| وجه المقارنة                                              | تشاد                      | منغوليا         |
| --------------------------------------------------------- | ------------------------- | --------------- |
| المساحة (كم2)                                             | 1.28 مليون                | 1.57 مليون      |
| عدد السكان (نسمة)                                         | 15.23 مليون               | 3.08 مليون      |
| الكثافة السكانية (ن./كم²)                                 | 11.9                      | 1.96            |
| العاصمة                                                   | انجمينا                   | أولان باتور     |
| اللغة الرسمية                                             | لغة فرنسية، اللغة العربية | اللغة المنغولية |
| العملة                                                    | فرنك وسط أفريقي           | توغروغ منغولي   |
| الناتج المحلي الإجمالي (بليون دولار)                      | 9.98 مليار                | 11.49 مليار     |
| الناتج المحلي الإجمالي (تعادل القوة الشرائية) بليون دولار | 30.54 مليار               | 36.16 مليار     |
| الناتج المحلي الإجمالي الاسمي للفرد دولار أمريكي          | 775                       | 3.97 ألف        |
| الناتج المحلي الإجمالي للفرد دولار أمريكي                 | 2.18 ألف                  | 11.95 ألف       |
| مؤشر التنمية البشرية                                      | 0.392                     | 0.727           |
| رمز المكالمات الدولي                                      | +235                      | +976            |
| رمز الإنترنت                                              | .td                       | .mn             |
| المنطقة الزمنية                                           | ت ع م+01:00               | ت ع م+08:00     |

## منظمات دولية مشتركة
يشترك البلدان في عضوية مجموعة من المنظمات الدولية، منها:
| علم المنظمة | اسم المنظمة                               | تاريخ انضمام تشاد | تاريخ انضمام منغوليا |
| ----------- | ----------------------------------------- | ----------------- | -------------------- |
|             | وكالة ضمان الاستثمار متعدد الأطراف        | 11 يونيو 2002     | 21 يناير 1999        |
|             | منظمة الشرطة الجنائية الدولية             | ?                 | ?                    |
|             | منظمة حظر الأسلحة الكيميائية              | ?                 | ?                    |
|             | منظمة التجارة العالمية                    | ?                 | ?                    |
|             | الأمم المتحدة                             | 20 سبتمبر 1960    | 27 أكتوبر 1961       |
|             | مؤسسة التمويل الدولية                     | 2 أبريل 1998      | 14 فبراير 1991       |
|             | يونسكو                                    | 19 ديسمبر 1960    | 1 نوفمبر 1962        |
|             | مؤسسة التنمية الدولية                     | 7 نوفمبر 1963     | 14 فبراير 1991       |
|             | البنك الدولي للإنشاء والتعمير             | 10 يوليو 1963     | 14 فبراير 1991       |
|             | المركز الدولي لتسوية المنازعات الاستشارية | 14 أكتوبر 1966    | 14 يوليو 1991        |
|             | الاتحاد البريدي العالمي                   | ?                 | ?                    |
|             | الاتحاد الدولي للاتصالات                  | 25 نوفمبر 1960    | 27 أغسطس 1964        |

## وصلات خارجية
- موقع وزارة الخارجية المنغولية